# Emergeandsee
Emergeandsee (Eigenschreibweise: EMERGEANDSEE) ist ein Kurzfilm- und Medienfestival das jährlich in Berlin stattfindet. Es wird von Studierenden organisiert und richtet sich an junge, internationale Filmemacher.
Im Jahr 2010 feiert das Festival sein zehnjähriges Bestehen im „Stattbad“ in Berlin-Wedding: Vom 18. bis 20. Juni beschäftigt sich Emergeandsee mit dem Thema „Hybride Metropolis: Zwischen Räumen.“

## Konzept
Emergeandsee versteht sich als audiovisuelles Festival und Plattform für junge Filmemacher und Medienkünstler. Digitale Videoprojekte können – oft erstmals – im professionellen Rahmen auf der Leinwand gezeigt werden. Im Zentrum steht dabei die kreative Idee. So soll das Festival mit seinen zahlreichen Einsendungen auch als Qualitätsfilter fungieren. Die internationale Ausrichtung zielt auf den Dialog zwischen Kunst- und Filmhochschulen und hinterfragt zugleich Einfluss und Bedeutung der heutigen Medien.
Vor dem Hintergrund der veränderten Position, die das digitale Video seit der Gründung von Emergeandsee einnimmt, wandelt sich auch das Festival selbst ständig mit. Neben Filmwettbewerben ist seit 2008 auch die Konferenz Yet Another Media Conference Teil des Festivals. 2009 folgte ein Themewettbewerb mit jährlich wechselnden Themen. Im Jahr 2010 kam dann mit einer multimedialen Ausstellung der nächste Schritt weg vom reinen Filmfestival, hin zu einem vielschichtigeren Programm.
Emergeandsee wird seit seiner Entstehung im Jahr 2000 von Studierenden organisiert, ein Großteil des jährlich wechselnden Teams entstammt dem Studiengang „Europäische Medienwissenschaft“ an der Universität Potsdam und Fachhochschule Potsdam.

## Programm
Emergeandsee besteht aus einem Kurzfilmwettbewerb, einer Konferenz und einer audiovisuellen Ausstellung. Alle Teilbereiche werden weltweit ausgeschrieben. Seit 2010 stehen alle drei Bereiche unter einem gemeinsamen Thema.

### Filmwettbewerbe
Jedes Jahr werden 30 bis 50 Filme für die Wettbewerbe ausgewählt, die um den Preis The Eye konkurrieren. Dieser wird von einer Jury vergeben, die jährlich neu zusammengesetzt wird und aus etablierten Filmschaffenden und Medienkünstlern besteht.
In der Vergangenheit bestanden zwei Wettbewerbe: Für den Hauptwettbewerb wurden aktuelle Arbeiten aus Film- und Designhochschulen vorgesehen, der Themenwettbewerb hatte ein jährlich wechselndes Thema und bezog auch längere und nicht-studentische Filme mit ein. Das Thema für 2009 lautete East-West. Ab 2010 besteht nur noch ein thematischer Wettbewerb, der jährlich wechselnde Themen behandelt. 2010 werden Arbeiten zu Hybride Metropolis – Kulturelle Zwischenräume Europas gezeigt.

### Konferenz
Die Konferenz (bisher: Yet Another Media Conference) reflektiert aktuelle mediale und gesellschaftliche Prozesse in Zusammenwirken mit Filmen und Ausstellung. Sie richtet sich mit Panels und Diskussionen vor allem an Theoretiker und Künstler.

### Ausstellung
Die Ausstellung, die 2010 erstmals stattfindet, zeigt solche Medienkunst, die weniger auf die Kinoleinwand, doch aber zum Komplex der Audiovisualität gehört. Installationen und Experimente stehen vor allem unter dem Zeichen des Erlebens.

## Geschichte
Gegründet wurde Emergeandsee im Jahr 2000 von Studenten des Camberwell College of Arts in London. Hintergrund war die damals noch recht neue digitale Technik, die es auch Studierenden ermöglichte, relativ unabhängig zu filmen. Diese Arbeiten sollte ein Platz auf der Kinoleinwand geschaffen werden.
Über eine Studentin des Studiengangs Europäische Medienwissenschaft kam das Festival dann nach Berlin, wo es bis heute von Studierenden ausgerichtet wird. Zwischenzeitlich fand Emergeandsee zusätzlich in Budapest statt.